# Asylbek Talasbayev
Asylbek Talasbayev (født 7. februar 1982) er en kirgisistansk amatørbokser, som konkurrerer i vægtklassen letvægt. Talasbayev har ingen større internationale resultater, og fik sin olympiske debut da han repræsenterede Kirgisistan under Sommer-OL 2004, hvor han røg ud i første runde. Han repræsenterede også Kirgisistan under Sommer-OL 2008, hvor han blev slået ud i ottendedelsfinalen af Darley Pérez fra Colombia i samme vægtklasse.